# Lemnitz
Lemnitz est une municipalité allemande du land de Thuringe, dans l’arrondissement de Saale-Orla, au centre de l’Allemagne.
Sa population était de 308 habitants en 2019.